# Ludwig Christian Hesse
Ludwig Christian Hesse (* 8. November 1716 in Darmstadt; † 15. September 1772 ebenda) war ein deutscher Komponist und Gambist.

## Leben
Den ersten Musikunterricht erhielt er bei seinem Vater Ernst Christian und seiner Mutter, der Sängerin Johanna Elisabeth, geb. Doebricht. An der Universität Halle studierte er zunächst Rechtswissenschaft und stand ab 1738 als Kammermusikus und Regierungsadvokat in Diensten des Darmstädter Hofes unter dem musikliebenden Landgrafen Ernst Ludwig. Nach dessen Tod 1739 und dem Regierungsantritt des „Jagdgrafen“ Ludwig VIII. verschlechterten sich die Verhältnisse für die Hofmusik, so dass Hesse seinen ehemaligen Studienfreund August Wilhelm von Preußen um Vermittlung bat. Dieser holte ihn 1741, kurz nach dem Beginn der Regentschaft Friedrichs II., an die Berliner Hofkapelle. Hier nahm Hesse mehrere Spitzenpositionen ein; an der Hofkapelle war er als Königlicher Kammermusikus und Gambist seinem Kollegen Carl Philipp Emanuel Bach gleichgestellt, er wurde in die Opernkapelle aufgenommen und wirkte für den Prinzen August Wilhelm in dessen Kapelle als Konzertmeister und daneben als Wirklicher Rat. Er verblieb bis zum Tode des Prinzen 1759 in Berlin; nach anderen Quellen soll er noch bis 1766 Mitglied der Hofkapelle gewesen sein und dem Thronfolger Friedrich Wilhelm II als Musiker gedient haben. Danach kehrte Hesse, der zeitlebens unverheiratet und kinderlos geblieben war, nach Darmstadt zurück.
Wie sein Vater genoss Hesse einen herausragenden Ruf als Gambenvirtuose. Sein Orchesterkollege Bach schätze sein Spiel und verfasste mehrere technisch anspruchsvolle Werke für ihn, u. a. die Solosonaten Wq 136/137. Als Komponist schuf Hesse vor allem Arrangements zeitgenössischer Opernstücke für eine oder zwei Gamben, teilweise mit Generalbassbegleitung.